# Giuseppe Carelli
Pour les articles homonymes, voir Carelli.
Giuseppe Carelli (né à Naples le 10 mars 1858 et mort le 23 mai 1921) est un peintre italien qui fut actif à la fin du XIXe  et dans la première moitié du  XXe siècle.

## Biographie
Giuseppe Carelli est le fils de Consalvo Carelli (1818 – 1900).

## Œuvres
- Vue du Castel dell'Ovo et du Vésuve depuis la plage de la Mergellina,
- Vue du golfe de Naples avec des pêcheurs,
- Baie de Naples,
- Baie de Naples avec des danseurs sur le quai,
- Scène de rue florentine,
- Cimetière près de la mer,
- Vue d'Ischia,
- La Torre Annunziata vers Naples, huile sur toile de 36 cm × 65 cm,